# Parazanomys thyasionnes
Parazanomys thyasionnes là một chi đơn loài nhện trong họ Amaurobiidae. Chúng được miêu tả năm 2005 bởi Darrell Ubick, và chỉ được tìm thấy ở Hoa Kỳ.